# Drubea
Le drubea (autonyme : nraa drubea), aussi appelé ndrumbea, ndumbea ou dubea, est une langue austronésienne du groupe des langues kanak parlée dans l'aire coutumière Djubéa-Kaponé de la province Sud, en Nouvelle-Calédonie. On recense environ 1 250 locuteurs.

## Écriture
L’orthographe drubea est basée sur les travaux de Jean-Claude Rivierre en 1973 et Tadaiko Shintani en 1990 et a été révisée entre 2008 et 2009 par l’antenne drubea-kapumë de l’Académie des langues kanak en collaboration avec Jacques Vernaudon de l’Université de la Nouvelle-Calédonie et la communauté drubea.
| a | b | c | d | e | g | i | j | k | l | m | n | o | p | r | t | u | v | w |

Les voyelles nasales sont écrites avec l’accent circonflexe, par exemple ‹ â ê î ô û ›.. Les voyelles longues sont écrites en doublant la lettre de la voyelle, par exemple ‹ aa ââ ee êê ii ïï îî oo ôô uu üü ûû ›. Le u tréma est utilisé pour une voyelle pré-fermée postérieure arrondie et le double i tréma est utilisé pour une voyelle pré-fermée antérieure non arrondie longue. Le ton haut n’est jamais indiqué et le ton bas est uniquement indiqué à l’aide d’une apostrophe droit après la voyelle.

## Sources
- (en) Matthew Gordon et Ian Maddieson, « The Phonetics of Ndumbea », Oceanic Linguistics, vol. 38, no 1,‎ 1999, p. 66-90 (DOI 10.2307/3623393, JSTOR 3623393)
- Jean-Claude Rivierre, Phonologie comparée des dialectes de l’extrême-sud de la Nouvelle-Calédonie, Paris, SELAF, 1973 (lire en ligne)
- Tadahiko L.A. Shintani, Analyse du parler náa drùbea: ínrúu-re ny nráa drùbea kwḯï vá nyímíékầâ re yë̀, Académie des langues kanak, 2019 (ISBN 9782918248248)
- Tadahiko L.A. Shintani et Yvonne Païta, Dictionnaire de la langue de Païta, Nouméa, Société d’études historiques de Nouvelle-Calédonie, 1990.